# Phthiracarus dasypus
Phthiracarus dasypus är en kvalsterart som först beskrevs av Dugès 1834.  Phthiracarus dasypus ingår i släktet Phthiracarus och familjen Phthiracaridae. Inga underarter finns listade i Catalogue of Life.